# Chantenay-Villedieu
Chantenay-Villedieu település Franciaországban, Sarthe megyében. Lakosainak száma 816 fő (2022. január 1.). Chantenay-Villedieu Saint-Christophe-en-Champagne, Tassé, Vallon-sur-Gée, Chevillé, Fontenay-sur-Vègre, Pirmil, Saint-Ouen-en-Champagne és Saint-Pierre-des-Bois községekkel határos.

## Népesség
A település népességének változása:
| Lakosok száma | 874  | 862  | 877  | 865  | 853  | 841  | 829  | 819  | 816  |
|               | 2013 | 2015 | 2016 | 2017 | 2018 | 2019 | 2020 | 2021 | 2022 |